# Lehrte
Lehrte er en tysk by i Region Hannover i Niedersachsen, beliggende ca. 10 km nordøst for Hannover. Den har 43.925 indbyggere og omfatter et areal på ca. 127 km² (dec. 2006).

## Geografi

### Tilgrænsende byer
Lehrte grænser mod Sehnde, Hannover, Isernhagen, Burgdorf og Uetze samt til Landkreis Peine.

### Bydele
Byen består af bydelene Ahlten (5.433 indbyggere), Aligse (1.831), Kolshorn (404), Röddensen (249), Steinwedel (1.876), Immensen (2.532), Arpke (2.973), Hämelerwald (4.550), Sievershausen (2.515) og centralbyen Lehrte (23.108).
Lehrte hørte til 31. december 2004 til Regierungsbezirk Hannover, der som følge af en forvaltningsreform blev ophævet på dette tidspunkt.

## Historie
Den første omtale af Lehrte er fra 1147, hvor den var en relativt ubetydelig landsby.
I Slaget ved Sievershausen den 9. juli 1553 stod i alt 25.000 mænd fra hærene under kurfyrst Moritz af Sachsen og markgreve Albrecht Alcibiades af Brandenburg-Kulmbach overfor hinanden.

### Befolkningsudvikling
- 1638 – 350
- 1800 – 565
- 1900 – 6.554
- 1914 – 9.843
- 1939 – 11.729 (folketælling)
- 1950 – 19.172 (30.06.)
- 1970 – 21.974 (folketælling)
- 1974 – 37.861 (Administrativ reform)
- 1981 – 38.371 (30.06.)
- 1987 – 39.577 (folketælling)
- 1990 – 40.086 (30.06.)
- 1995 – 41.728 (30.06.)
- 2000 – 43.683 (30.06.)
- 2005 – 44.149 (31.12.)

## Venskabsbyer
| Frankrig | Vanves (Frankrig)                   |
| Sverige  | Mönsterås (Sverige)                 |
| Belgien  | Ypern (Belgien)                     |
| Tyskland | Staßfurt (Sachsen-Anhalt, Tyskland) |
| Polen    | Trzcianka (Polen)                   |

## Fodnoter
1. ↑  "Lehrte:Tal pr. dec. 2006". Arkiveret fra originalen 28. september 2007. Hentet 26. november 2007.